# Marian Zdziechowski

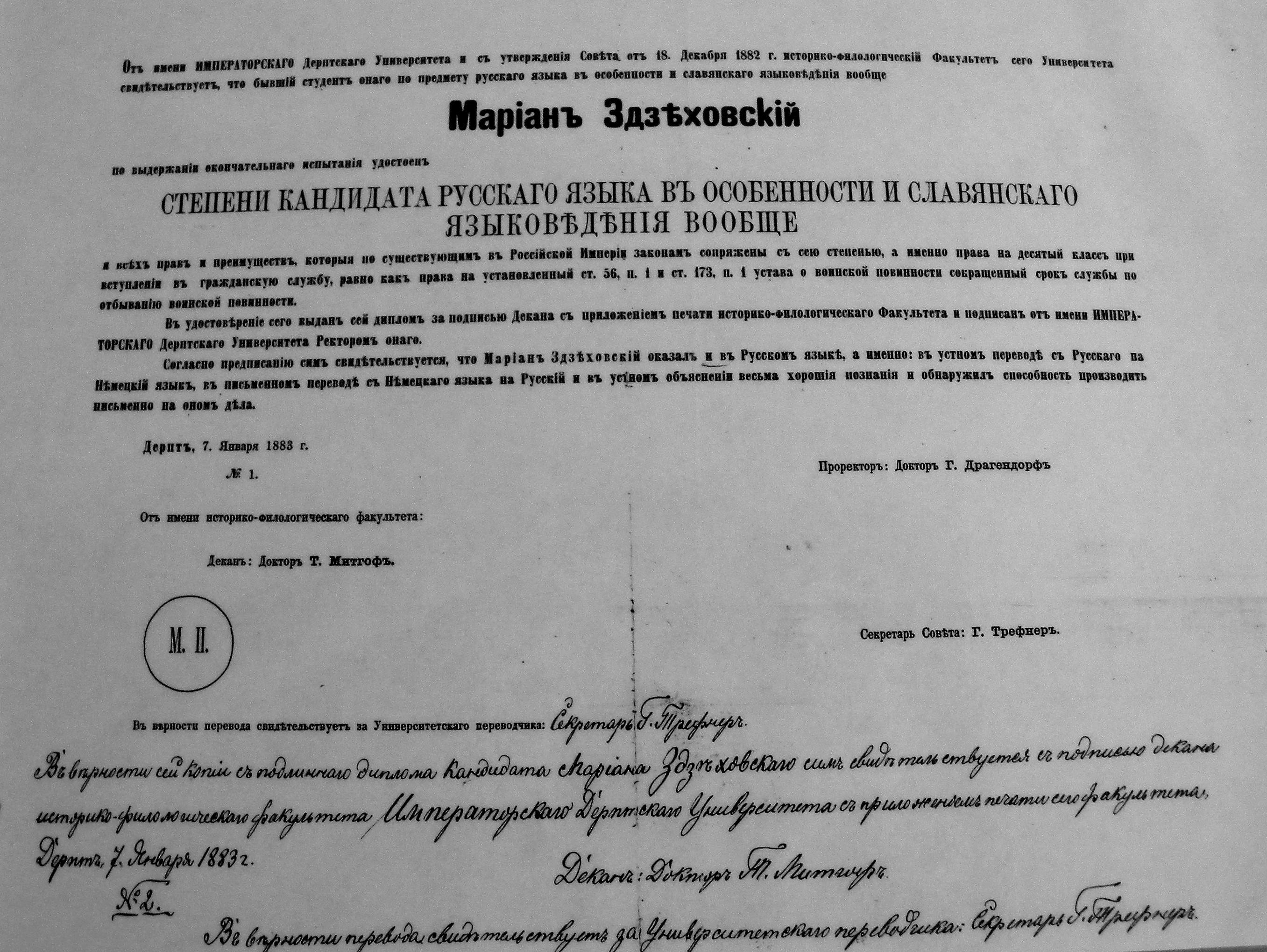
Dyplom „kandydata nauk” uzyskany przez Mariana Zdziechowskiego na Uniwersytecie Dorpackim w 1883

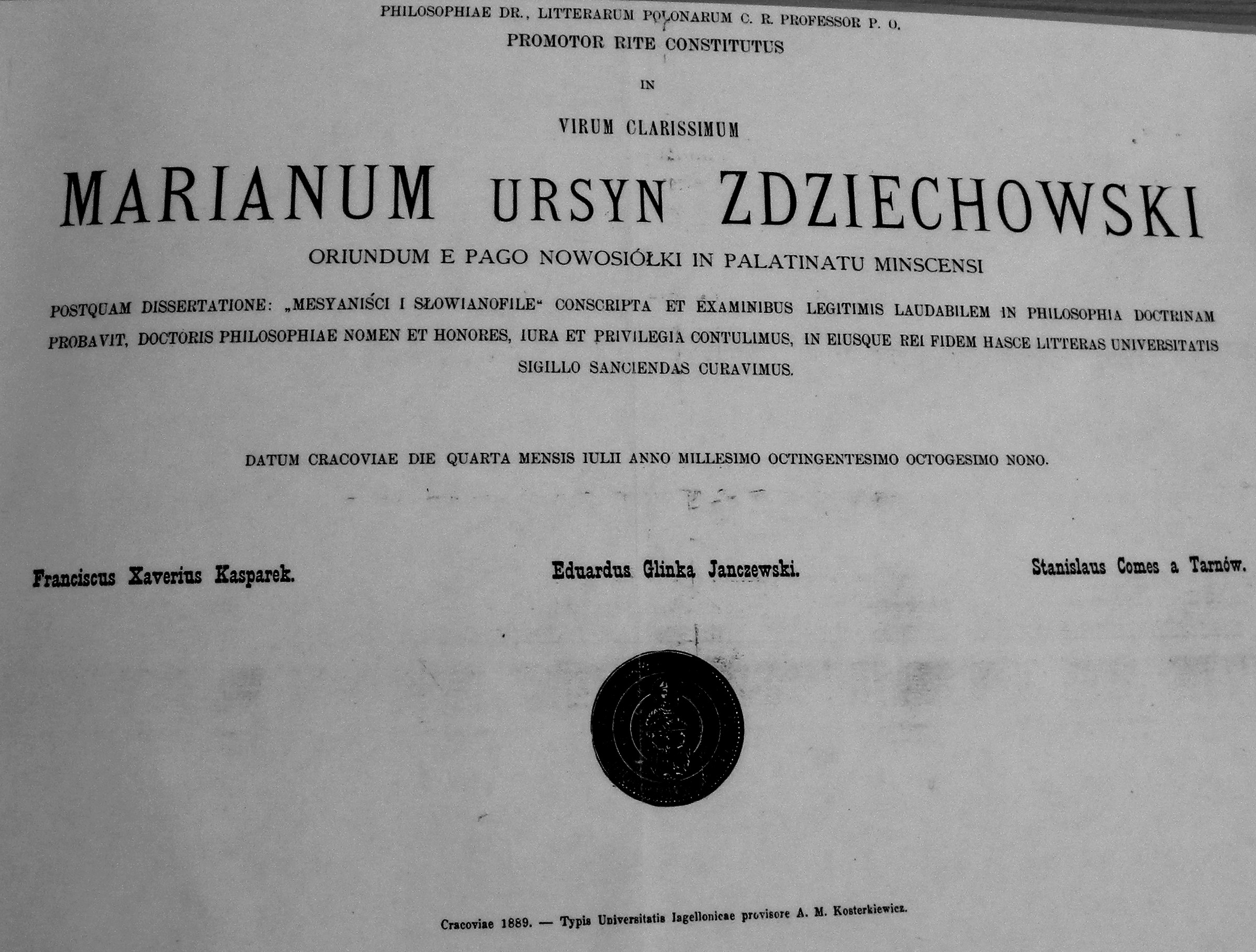
Dyplom doktorski Mariana Zdziechowskiego z Uniwersytetu Jagiellońskiego (1889)

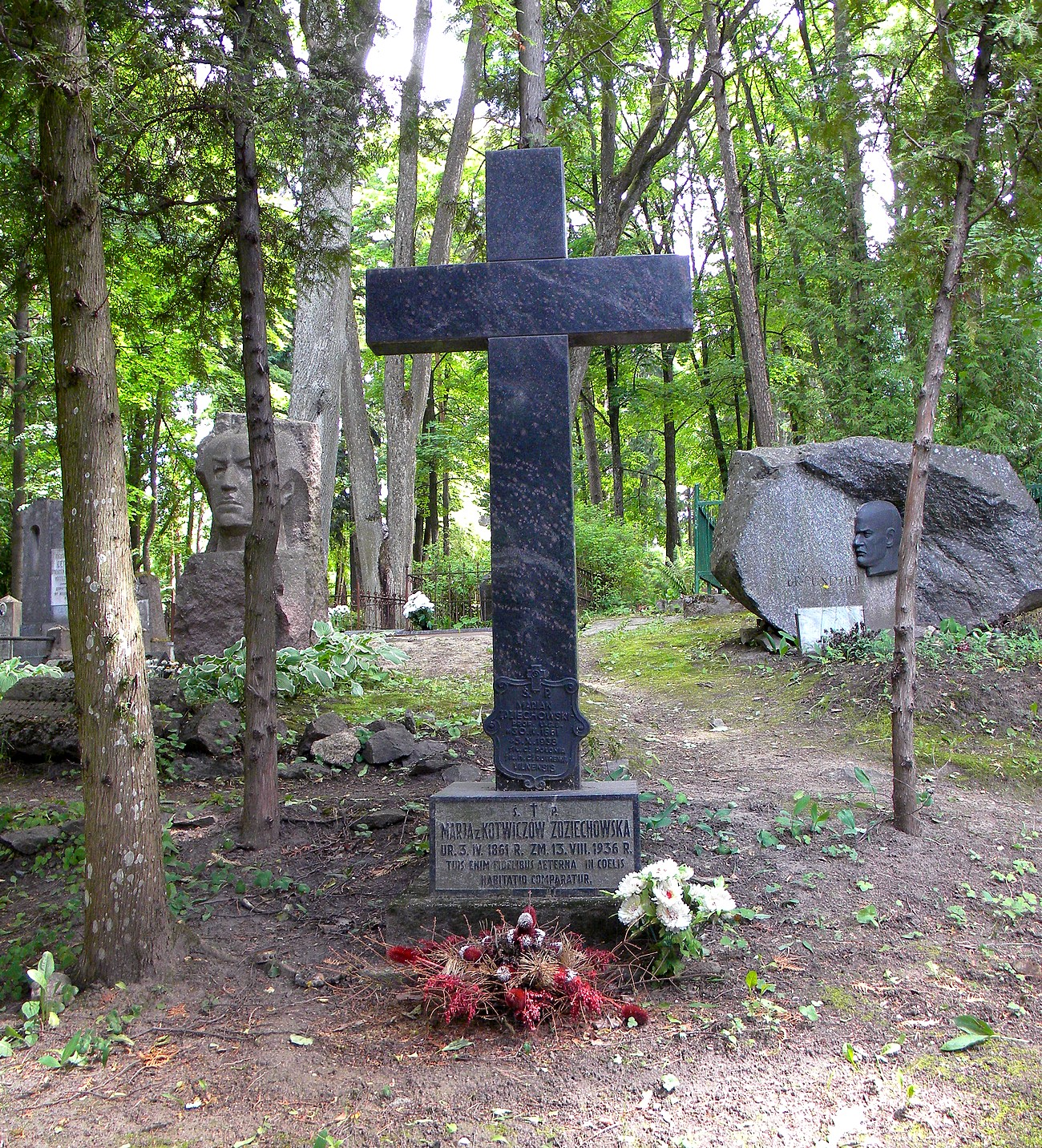
Grób Mariana i Marii z Kotwiczów Zdziechowskich na cmentarzu Antokolskim w Wilnie (przed restauracją przeprowadzoną na jesieni 2011)

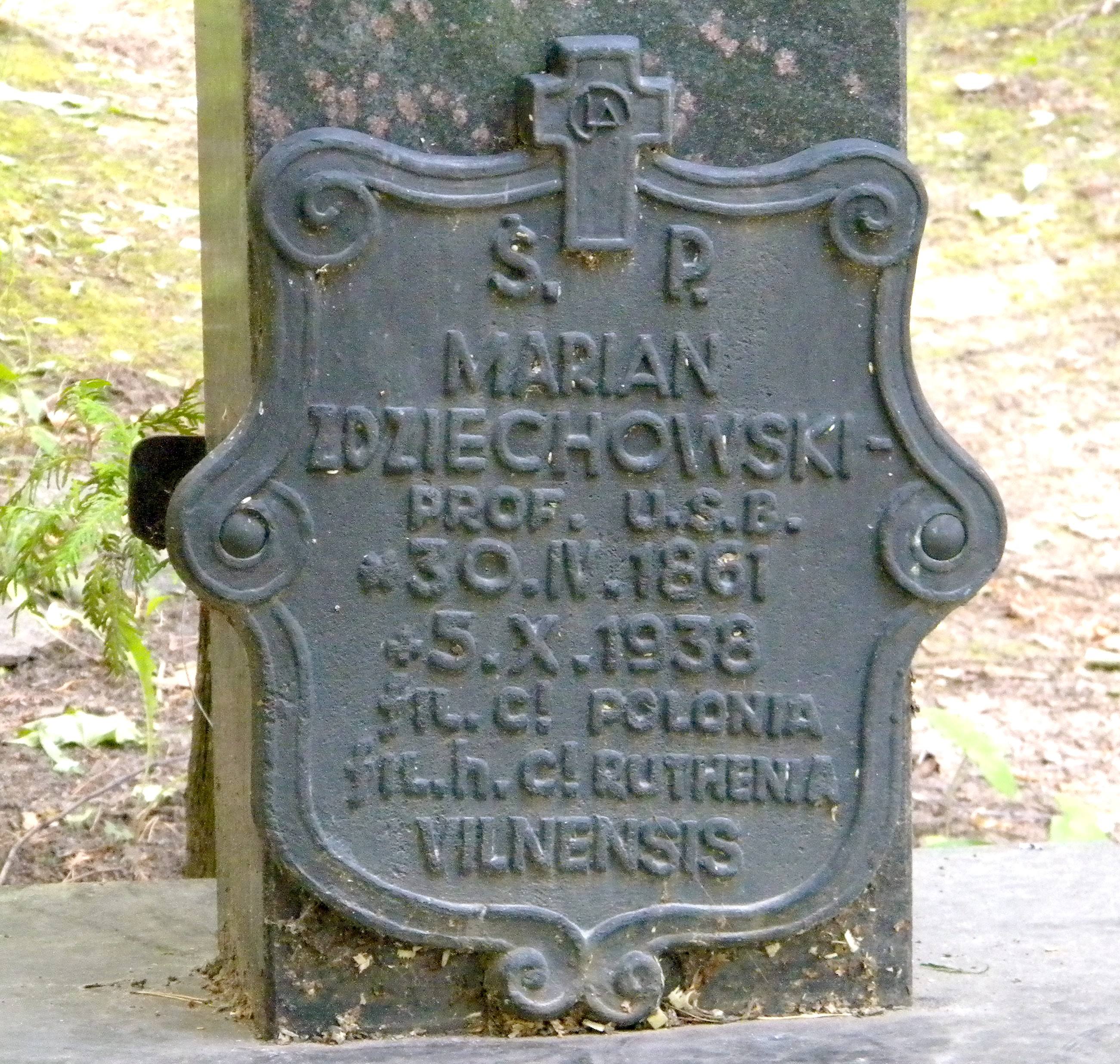
Tabliczka nagrobna Mariana Zdziechowskiego

Marian Ursyn Zdziechowski (ur. 30 kwietnia?/12 maja 1861 w Nowosiółkach lub w Rakowie w powiecie mińskim, zm. 5 października 1938 w Wilnie) – polski historyk idei i literatury, filolog, filozof, krytyk literacki i publicysta, rektor Uniwersytetu Stefana Batorego w Wilnie, członek Zjednoczenia Państwowego na Kresach w 1922 roku, założyciel Unii Narodowo-Państwowej w 1922 roku, w latach 1933–1938 prezes Towarzystwa Przyjaciół Nauk w Wilnie.

## Życiorys
Urodził się w polskiej rodzinie ziemiańskiej Edmunda i Heleny z Pułjanowskich. Był bratem Kazimierza – pisarza, publicysty i krytyka literackiego – oraz Fortunata i Józefa. Od 1873 uczęszczał do rosyjskiego gimnazjum w Mińsku, które ukończył w 1879. Studiował na wydziale historyczno-filologicznym Uniwersytetu Petersburskiego, a w latach 1879–1883 na Uniwersytecie Dorpackim (dziś Tartu) gdzie w 1883 otrzymał tytuł „kandydata języka rosyjskiego w szczególności i językoznawstwa słowiańskiego w ogólności”. Członek korporacji akademickiej Konwent Polonia. Uczył się także w Zagrzebiu, Grazu i Genewie. Po studiach współpracował z petersburskimi czasopismami, m.in. „Siewiernym Wiestnikiem” i „Krajem” wydawanym przez Włodzimierza Spasowicza. Działalność naukową rozpoczął w 1882 drukując pierwsze swoje studia i szkice, po czym dalsze swoje prace przez pół wieku z górą ogłaszał stale w wydawnictwach osobnych, czasopismach krajowych i zagranicznych, w różnych językach, pod imieniem własnym oraz (ze względów cenzuralnych) pod pseudonimami: M.Ursyna i Karowskiego. W 1887 poślubił Marię z Kotwiczów (1861–1936).
W 1888 przeniósł się do Krakowa, gdzie doktoryzował się wkrótce na Uniwersytecie Jagiellońskim na podstawie pracy pt. „Mesjaniści i Słowianofile” napisanej pod kierunkiem prof. Stanisława Tarnowskiego. Porównywał w niej polską filozofię mesjanizmu i rosyjską myśl słowianofilską. W latach 1899–1919 profesor Uniwersytetu Jagiellońskiego. W Krakowie dał się poznać jako utalentowany, natchniony i popularny wykładowca. W czasie jego wykładów największa sala UJ zapełniała się w całości studentami i gośćmi z miasta.
W 1901 współzałożyciel „Klubu Słowiańskiego” w Krakowie oraz czasopisma „Świat Słowiański”. Od 1902 członek Akademii Umiejętności. W 1914 nie otrzymał przedłużenia wizy w Austro-Węgrzech, co uniemożliwiło mu dalszą pracę w Krakowie. W rezultacie w latach pierwszej wojny światowej przebywał głównie w Rosji: w rodzinnym majątku w pod Mińskiem, w Moskwie i Petersburgu. W 1917 został zaproszony do objęcia katedry na Uniwersytecie Londyńskim ufundowanej przez Aleksandra Lednickiego. Zaproszenia nie przyjął. W 1919 oburzony zajęciem przez wojska czechosłowackie Śląska Cieszyńskiego odmówił przyjęcia zaproponowanego mu stanowiska ambasadora RP w Pradze. Kiedy w lipcu 1920 prezydent Czechosłowacji Masaryk zdecydowanie odmówił ewentualnego przepuszczenia wojsk węgierskich śpieszących na pomoc zagrożonej przez bolszewików Warszawie i zablokował transport amunicji wyprodukowanej w węgierskiej fabryce Csepel przez terytoria Czechosłowacji i oficjalnie odradził państwom Ententy udzielanie walczącej Polsce jakiegokolwiek wsparcia – Zdziechowski zerwał z nim, wcześniej bliskie, stosunki towarzyskie.
W latach 1919–1932 profesor Uniwersytetu Wileńskiego, gdzie objął katedrę literatur europejskich. W latach 1925–1927 rektor tegoż uniwersytetu, piastował też funkcję dziekana wydziału humanistycznego. W Wilnie był również profesorem w Szkole Nauk Politycznych przy Towarzystwie dla Badań Europy Wschodniej oraz prezesem Związku Zawodowego Literatów Polskich (ZZLP). W ostatnich latach życia był również prezesem Towarzystwa Przyjaciół Nauk w Wilnie. Należał jednocześnie do założycieli wileńskiego dziennika „Słowo”. W maju 1926 był jednym z kandydatów Marszałka Piłsudskiego, obok Artura Śliwińskiego i Zdzisława Lubomirskiego, na urząd Prezydenta Rzeczypospolitej Polskiej. Kandydatura wybranego wtedy ostatecznie Mościckiego pojawiła się dopiero po odrzuceniu trzech wcześniejszych kandydatur. W 1926 Piłsudski specjalnie przyjechał do Wilna, by Zdziechowskiemu zaproponować objęcie urzędu prezydenta, ten jednakże uzależnił to od spełnienia przez Piłsudskiego jego etyczno-politycznych postulatów, w tym zwolnienia z więzień niektórych więźniów politycznych.
Mimo że sam był sympatykiem Piłsudskiego, po przewrocie majowym, stanął w obronie generałów uwięzionych i przetrzymywanych bez przedstawienia zarzutów w III Wojskowym Więzieniu Śledczym na Antokolu w Wilnie, m.in. Tadeusza Rozwadowskiego i Włodzimierza Zagórskiego. Apelował o ich uwolnienie w napisanej przez siebie broszurze Sprawa sumienia polskiego (broszurę tę ukończył w kwietniu 1927, jednak wydana została dopiero po zwolnieniu osadzonych i tajemniczym zniknięciu gen. Zagórskiego w sierpniu 1927). 
W Wilnie mieszkał przy ulicy Antokolskiej 42 (obecnie Antakalnio gatvė 36). W podwileńskiej Suderwie nabył na letnisko dworek. Zmarł po ciężkiej chorobie w Wilnie 5 października 1938. Został pochowany na wojskowym cmentarzu Antokolskim u boku swej żony. Jego syn Ksawery najprawdopodobniej zmarł w transporcie do łagru lub w samym łagrze w rejonie północnego Uralu w grudniu 1941. Drugi syn popełnił samobójstwo w okresie I wojny światowej.

## Ordery i odznaczenia
- Krzyż Komandorski Orderu Odrodzenia Polski (dwukrotnie: 9 listopada 1926[7], 11 listopada 1936[8])
- Złoty Krzyż Zasługi
- Krzyż Komandorski z Gwiazdą Orderu Zasługi (Węgry)[9]
- Krzyż Komandorski Orderu św. Stefana (Austro-Węgry)[10]

## Wyróżnienia
Doktor honoris causa uniwersytetów Stefana Batorego w Wilnie (1935), Dorpacie i Segedynie. Od 1929 członek Towarzystwa Naukowego Warszawskiego, członek Węgierskiej Akademii Nauk. W maju 1936 otrzymał nagrodę literacką im. Elizy Orzeszkowej Rady Miejskiej Grodna, a w październiku 1936 Nagrodę Literacką im. Filomatów w Wilnie.

## Zainteresowania
Autor szeregu prac z zakresu filozofii religii i literatur słowiańskich. W szczególności zainteresowany polsko-rosyjskimi stosunkami kulturowymi. Znawca rosyjskiej literatury filozoficznej. Jako  jeden  z  pierwszych  popularyzował poglądy  takich  myślicieli jak m.in. Cziczerin i Aleksandr Hercen. Prowadził korespondencję z Lwem Tołstojem i odwiedził go nawet raz w Jasnej Polanie. Utrzymywał kontakty z wieloma znanymi rosyjskimi intelektualistami w tym z Nikołajem Bierdiajewem, Sergiejem Bułgakowem, Piotrem Struwe, Dmitrijem Mereżkowskim, Nikołajem Trubieckim. Interesował się również filozofią Władimira Sołowjowa . Zajmował go m.in. problem zła, które uznawał za realnie istniejący i nieusuwalny pierwiastek świata, w ujęciu filozoficznym, w tym komunizmu w kontekście apokaliptycznym. Innymi obszarami jego zainteresowania były zjawisko modernizmu w Kościele katolickim oraz źródła kryzysu kultury europejskiej. Wolne od narodowościowych uprzedzeń badania nad literaturą rosyjską i postulaty braterstwa Słowian narażały go wielokrotnie na zarzuty rusofilstwa zaś bliskie modernizmowi poglądy religijne powodowały nieufność części środowisk katolickich. Od momentu rewolucji październikowej kreślił wizje zbliżania się wielkiej tragedii cywilizacyjnej, w szczególności śmiertelnego zagrożenia dla Polski ze strony ZSRR. Były one zwykle lekceważone, a jego przestrogi o zagrożeniu komunizmem i nacjonalizmem traktowane jako przejaw manii.
Archiwum Mariana Zdziechowskiego przechowywane jest do dziś w bibliotece Uniwersytetu Wileńskiego. Znajduje się w nim w szczególności obszerny zbiór korespondencji obejmujący m.in. listy od Elizy Orzeszkowej, L. Tołstoja, N. Bierdiajewa, D. Miereżkowskiego, Grigorija Trubieckiego. W zespole dokumentów Mariana Zdziechowskiego przetrwał także brudnopis jego otwartego listu do M. Gorkiego napisany w 1917. W zachowanym „Liście otwartym prof. M. Zdziechowskiego do Dmitrija Fiłosofowa” z gazety „Za Wolność” z roku 1928 Zdziechowski w następujący sposób opisuje swe odczucia, gdy na Pałacu Zimowym ujrzał czerwony sztandar. Pisze on: Pojąłem, uświadomiłem sobie całą okropność, historyczną okropność tego, co się dokonało. Czerwony sztandar oznaczał zwycięstwo ilości nad jakością, tłumu z bandą okrutników i szaleńców, która rozbudziła w nim najpodlejsze instynkty. Słowem, w czerwonym sztandarze ujrzałem symbol kresu Rosji nie tylko carskiej, ale też Rosji, która wniosła swój obfity wkład do skarbnicy kultury ogólnoludzkiej, Rosji, która ustami Hercena błogosławiła tych, którzy wkroczyli na drogę walki „w imię rozumu ludzkiego, osobistej wolności i bratniej miłości”.
Materiały archiwalne Mariana Zdziechowskiego znajdują się również w PAN Archiwum w Warszawie pod sygnaturą III-102.

## Twórczość
- Очерки из психологии славянского племени. Славянофилы. Санкт-Петербург, 1887. (pod pseudonimem М. Урсин)
- Mesjaniści i słowianofile. Szkice z psychologii narodów słowiańskich. Kraków: G. Gebether i Spółka, 1888.
- Byron i jego wiek. Studia porównawczo-literackie. t. I: Europa Zachodnia. Kraków: Czas, 1894.
- Религиозно-политические идеалы польского общества. Очерк. С предисловием графа Л. Н. Толстого. Лейпциг: Э. Л. Каспрович, 1896.(pod pseudonimem М. Урсин)
- Byron i jego wiek. Studia porównawczo-literackie. t. II: Czechy, Rosja, Polska. Kraków: Czas, 1897.
- Odrodzenie Chorwacyi w wieku XIX : illiryzm. Stanko Vraz. Iwan Mažuranič. Piotr Preredović. Kraków: Czas, 1902
- Pestis perniciosissima. Rzecz o współczesnych kierunkach myśli katolickiej. Warszawa: E. Wende i spółka, 1905.
- Die Grundprobleme Russlands. Literarisch-politische Skizzen. Aus dem Polnischen übersetzt von Adolf Stylo. Wien – Leipzig, 1907.
- U opoki mesjanizmu. Nowe szkice z psychologii narodów słowiańskich. Lwów: Gubrynowicz i syn, 1888.
- Wizja Krasińskiego, 1912.
- Pesymizm, romantyzm a podstawy chrześcijaństwa. T.1. Kraków: Czas, 1914.
- Pesymizm, romantyzm a podstawy chrześcijaństwa. T.2. Kraków: Czas, 1915;  Warszawa: Hachette, 2011, ISBN 978-83-7739-096-2.
- Zygmunt Miłkowski a idea słowiańska w Polsce, 1915.
- Gloryfikacja pracy: myśli z pism i o pismach Stanisława Brzozowskiego, 1916. .
- Wpływy rosyjskie na duszę polską. Kraków: Krakowska Spółka Wydawnicza, 1920.
- Europa, Rosja, Azja. Szkice polityczno-literackie. Wilno: Księgarnia Stowarzyszenia nauczycielstwa polskiego w Wilnie, 1923.
- Władysław Syrokomla. Pierwiastek litewsko-białoruski w twórczości polskiej. Wilno: Lux, Księgarnia Stowarzyszenia nauczycielstwa polskiego w Wilnie, 1924.
- Renesans a rewolucja. Wilno: Księgarnia Stowarzyszenia nauczycielstwa polskiego w Wilnie, 1925 (Biblioteka Księgarni Stow. nauczycielstwa polskiego IX).
- Walka o duszę młodzieży. Z czasów rektorskich. Wilno: Lux, 1927.
- O okrucieństwie. Kraków: Czas, 1928.
- Węgry i dookoła Węgier: szkice polityczno-literackie. Wilno: Towarzystwo Wydawnicze "Pogoń", 1933
- Chateaubriand i Bourbonowie. Wilno: Polska Drukarnia Nakładowa, 1934.
- Od Petersburga do Leningradu. Wilno: Drukarnia Jana Bajewskiego, 1934.
- Niemcy. Szkic psychologiczny, 1935.
- Terror intelektualny w Rosji, 1937.
- Węgry i Polska na przełomie historii, 1937.
- W obliczu końca. Wilno: Grafika, 1937.
- Widmo przyszłości, 1939 (wydanie pośmiertne).

## Rezonans twórczości
Twórczość Mariana Zdziechowskiego wywarła wpływ na wielu twórców polskich i zagranicznych. W Krakowie i Wilnie słuchaczami jego wykładów było wielu ówczesnych i przyszłych intelektualistów. Wileńskimi studentami Zdziechowskiego byli m.in. Paweł Jasienica i Czesław Miłosz. Zdziechowski jest według Magdaleny Grochowskiej „kluczem” do zrozumienia twórczości Miłosza. Do Zdziechowskiego odwoływał się także Adam Michnik w swojej głośnej książce „Kościół, lewica, dialog”.

## Upamiętnienie
- W dawnym dworku Zdziechowskich w Suderwie pod Wilnem znajduje się szkoła podstawowa, której we wrześniu 2007 decyzją rady samorządu rejonu wileńskiego nadano imię Mariana Zdziechowskiego (lit. Sudervės Mariano Zdziechovskio pagrindinė mokykla). Znajduje się ona przy ulicy M. Zdziechowskiego (M. Zdziechovskio gatvė 1)[16]. W szkole znajduje się izba pamięci Mariana Zdziechowskiego[17].
- 23 października 2009 w gmachu Collegium Novum Uniwersytetu Jagiellońskiego odbyła się uroczystość odsłonięcia tablicy pamiątkowej poświęconej Marianowi Zdziechowskiemu jako profesorowi UJ.
- W Warszawie w dniu 22 marca 2018 nadano imię Mariana Zdziechowskiego ulicy w dzielnicy Mokotów. Chodzi o równoległy do ul. Domaniewskiej fragment ulicy Abramowskiego[18].